# Phụ Thành
Phụ Thành (chữ Hán giản thể: 阜城县) là một huyện thuộc địa cấp thị Hành Thủy, tỉnh Hà Bắc, Cộng hòa Nhân dân Trung Hoa. Huyện này có diện tích 698 ki-lô-mét vuông, dân số 320.000 người. Mã số bưu chính là 053700. Huyện lỵ đóng tại trấn Phụ Thành. Về mặt hành chính, huyện được chia thành 5 trấn, 5 hương.
- Trấn: Phụ Thành, Cổ Thành, Mã Đầu, Hà Khẩu, Thôi Điện.
- Hương: Man Hà, Kiến Kiều, Tương Phường, Đại Bạch, Vương Tập.